# Les Mordus (film)
Pour plus de détails, voir Fiche technique et Distribution.
Les Mordus est un film français de René Jolivet sorti en 1960.

## Fiche technique
- Réalisation : René Jolivet
- Scénario : Lise Bodard, René Jolivet
- Décors : Louis Le Barbenchon
- Photographie : Michel Kelber
- Montage : Suzanne de Troye
- Sociétés de production :  Floralies, Jad Films et Jason Films
- Pays : France
- Format : Noir et blanc - Son mono
- Genre : Drame
- Durée : 110 minutes
- Date de sortie :
  - France : 22 juin 1960

## Distribution
- Sacha Distel : Bernard
- Danik Patisson : Françoise
- Bernadette Lafont : Mado
- Bernard Andrieu : Fisher
- Michel Galabru : Fred
- Daniel Cauchy : Mosco
- Marcel Pérès : Le bistrot
- Paul Bisciglia : Le peintre
- Philippe Hersent : Lane
- René Dary : Le Goff
- Richard Winckler : Lotz
- Louisette Rousseau : La patronne
- Michel Ardan : Un complice de la bande
- Georges Bever : Le facteur
- Max Amyl
- Christian Azzopardi
- Christian Brocard
- André Chazel
- Georges Damas
- Max Doria
- Pascal Fardoulis